# Pelegrina flaviceps
Pelegrina flaviceps là một loài nhện trong họ Salticidae.
Loài này thuộc chi Pelegrina. Pelegrina flaviceps được Kaston miêu tả năm 1973.